# Burg Mauel
Burg Mauel ist eine kleine Wasserburg in der Gemeinde Windeck im Rhein-Sieg-Kreis in Nordrhein-Westfalen. Es handelt sich um einen zweistöckigen Grauwacke-Bruchsteinbau.

## Eigentümer
1555 war Wilhelm von Etzbach Besitzer des Herrenhauses. Zu Beginn des 17. Jahrhunderts nahmen die Herren von Vellbrück hier Wohnung, verpachteten das Anwesen aber später. 1787 verkauften sie das Anwesen an den bisherigen Pächter Peter Voß für 23.000 bergische Taler. 1794 fanden die vor den französischen Besatzungstruppen geflohenen Benediktinermönche der Abtei Brauweiler  bei Köln für einige Zeit Unterkunft in der Burg. Weitere Besitzer waren die Familien Hundhausen, Kammerich, Kirchbaum und Wehner. 1991 erwarb die Familie Lenz/Schmid das Gebäude und renovierte es. 2007 wechselte die Burg die Besitzer und beherbergt heute Konferenzräume, eine Unternehmensberatung und Wohneinheiten. Bis 2019 befand sich im Untergeschoss sowie im Nordflügel des Grundstücks ein Biergarten, der zwischenzeitlich geschlossen ist.

## Umbauten
Durch Peter Voß wurden der massive Giebel und das abgeflachte Schindeldach durch ein schiefergedecktes Walmdach ersetzt. 1841 wurde der Nordeingang mit der Zugbrücke geschlossen und an der Südseite eine feste, dreibogige Brücke errichtet. Später wurde auch an der Ostseite eine steinerne Brücke errichtet.

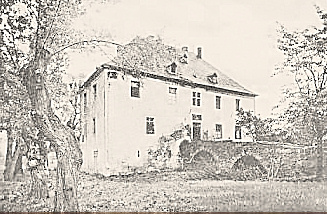
Burg Mauel auf einer Postkarte von 1900
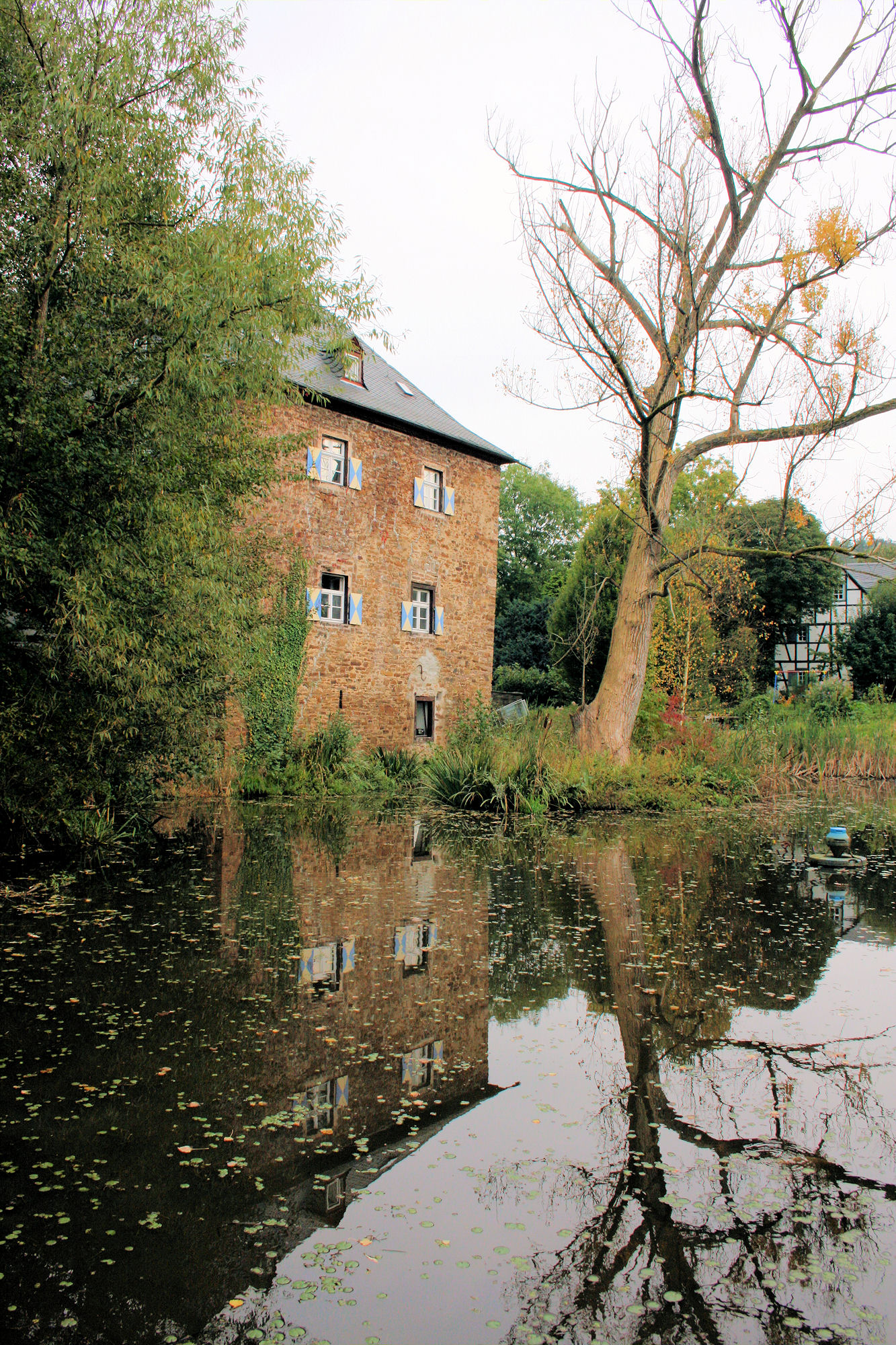
Rückansicht der Burg
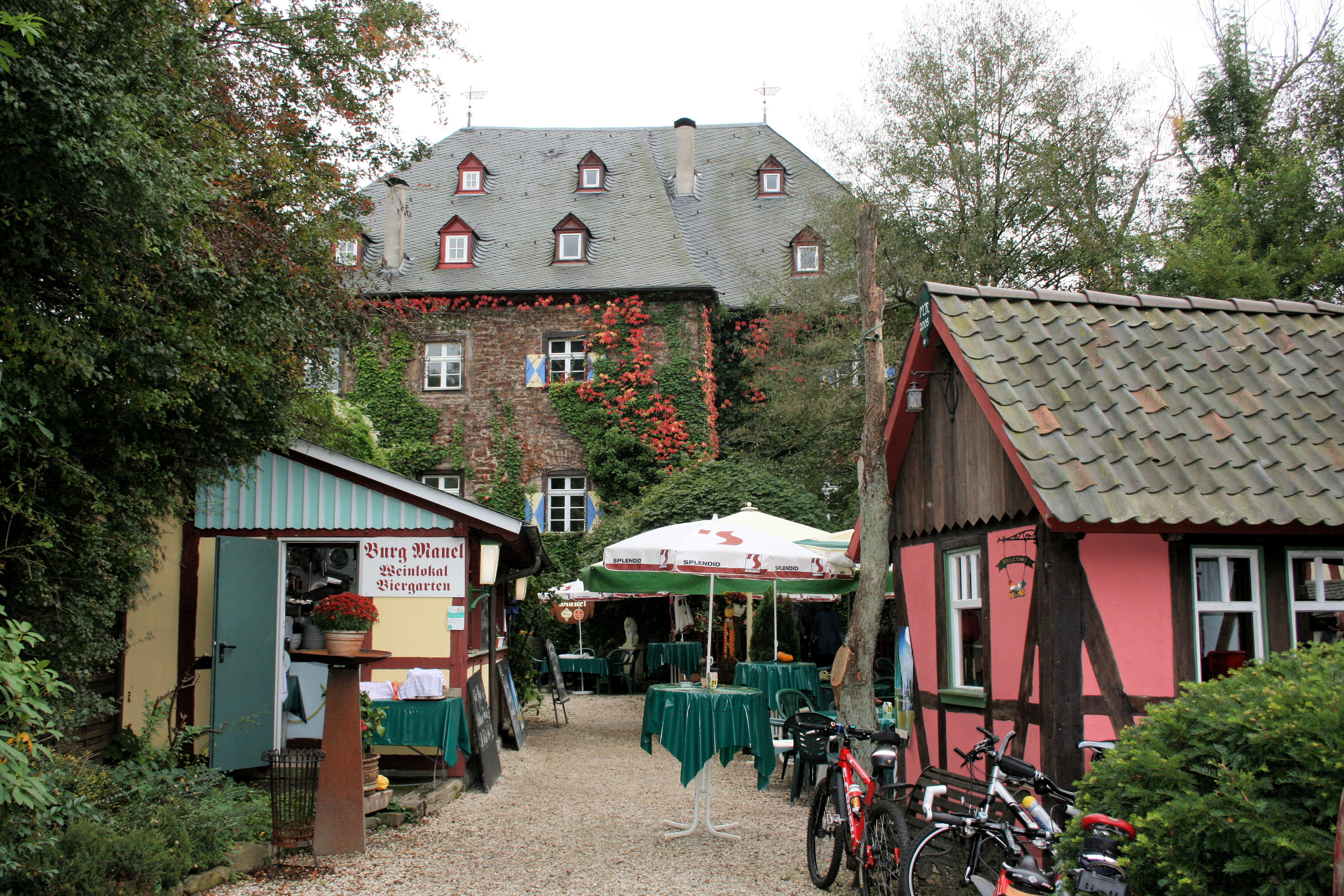
Ansicht über den Biergarten
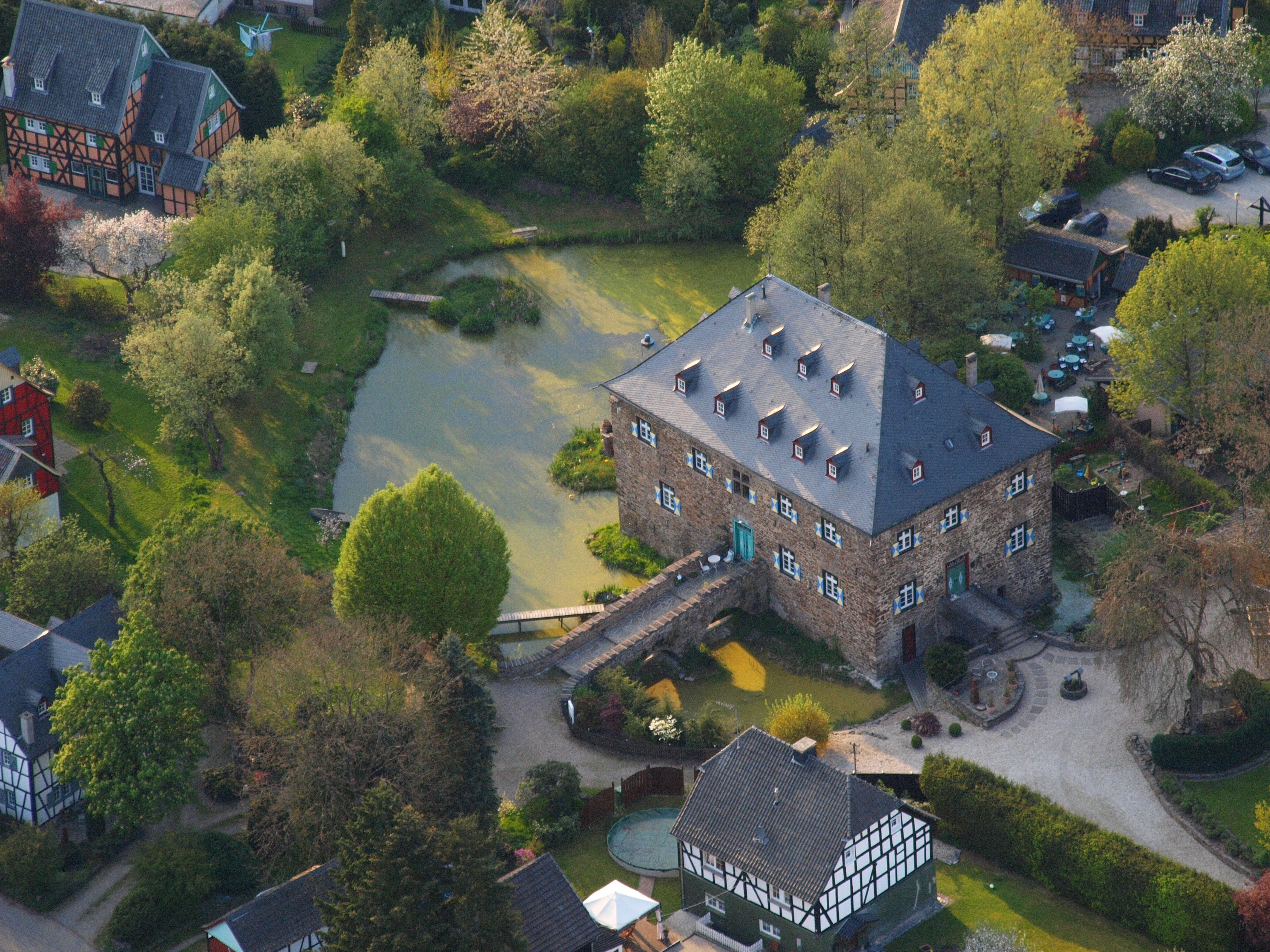
Luftaufnahme der Burg